# لوکا جوستولیسی
لوکا جوستولیسی (انگلیسی: Luca Giustolisi؛ زادهٔ ۱۳ مارس ۱۹۷۰) بازیکن واترپلو اهل ایتالیا است.